# PeaZip
PeaZip – rozbudowany otwartoźródłowy program do kompresji danych i zarządzania plikami.
Obsługuje szereg formatów archiwów, w tym format oryginalny – *.PEA. Oferuje integrację z menu kontekstowym Eksploratora Windows oraz umożliwia korzystanie z techniki „przeciągnij i upuść”.
Przy użyciu PeaZip możliwe jest tworzenie archiwów chronionych hasłem z wykorzystaniem wbudowanych algorytmów kryptograficznych. Oprócz podstawowych funkcji związanych z archiwizacją – wyodrębniania i kompresowania plików – do dyspozycji użytkownika pozostawiono narzędzia do defragmentacji dysku, konwersji systemu plików czy benchmark systemu. PeaZip może również służyć jako menedżer plików.
Program wydawany w wersjach na platformy Microsoft Windows i Linux oraz systemy 32- i 64-bitowe. Nie wymaga instalacji (może być stosowany jako aplikacja przenośna), choć istnieje wersja instalacyjna dla systemów Windows.
Aplikacja została oparta na narzędziach otwartoźródłowych. Jest udostępniana na licencji LGPLv3.

## Obsługiwane formaty (odczyt/zapis)
- 7z[8]
- 7z-SFX
- FreeArc ARC/WRC[9]
- bzip2/TBZ
- gzip/TGZ
- PAQ(inne języki)8F/JD/L/O[10], LPAQ, ZPAQ
- PEA
- QUAD/BALZ
- split (.001)
- Tar
- WIM
- XZ
- ZIP

## Obsługiwane formaty (tylko odczyt)
- ACE
- ARJ
- CAB
- CHM
- COMPOUND (MSI, DOC, PPT, XLS...)
- CPIO
- deb
- EAR(inne języki)
- ISO CD/DVD
- JAR
- LZMA
- LZH(inne języki)
- NSIS
- OpenOffice formaty
- PET/PUP (Puppy Linux)
- PAK/PK3/PK4
- RAR
- RPM Package Manager
- SMZIP
- U3P
- WAR(inne języki)
- XPI
- compress Z
- ZIPX